# Championnats d'Europe de boxe amateur 1930
Navigation
Édition précédente Édition suivante
La 3e édition des championnats d'Europe de boxe amateur s'est déroulée à Budapest, Hongrie, du 4 au 8 juin 1930. 

## Résultats

### Podiums
| Catégories                 | Or                 | Argent               | Bronze             |
| Poids mouches (-50,8 kg)   | Istvan Enekes      | Mieczysław Forlański | Mario Trombetta    |
| Poids coqs (-53,5 kg)      | Janos Szeles       | Marin Plaiescu       | Edelveis Rodriguez |
| Poids plumes (-57,1 kg)    | Gyula Szabo        | Amadeo Saracini      | Nicolae Carata     |
| Poids légers (-61,2 kg)    | Mario Bianchini    | Sandor Szobolevszky  | Hans Held          |
| Poids welters (-66,7 kg)   | Josef Besselmann   | Witold Majchrzycki   | Karl Dehn          |
| Poids moyens (-72,6 kg)    | Clemente Meroni    | Lajos Szigetti       | John Andersson     |
| Poids mi-lourds (-79,4 kg) | Thyge Petersen     | Albert Leidmann      | Mario Lenzi        |
| Poids lourds (+79,4 kg)    | Michael Michaelsen | Bertil Molander      | Horst Hinzmann     |

### Tableau des médailles
| Place | Pays             | Médaille d'or, Europe | Médaille d'argent, Europe | Médaille de bronze, Europe | Total |
| ----- | ---------------- | --------------------- | ------------------------- | -------------------------- | ----- |
| 1     | Hongrie          | 3                     | 2                         | 0                          | 5     |
| 2     | Italie           | 2                     | 1                         | 3                          | 6     |
| 3     | Danemark         | 2                     | 0                         | 0                          | 2     |
| 4     | Allemagne        | 1                     | 1                         | 1                          | 3     |
| 5     | Pologne          | 0                     | 2                         | 0                          | 2     |
| 6     | Roumanie         | 0                     | 1                         | 1                          | 2     |
| 6     | Suède            | 0                     | 1                         | 1                          | 2     |
| 8     | Finlande         | 0                     | 0                         | 1                          | 1     |
| 8     | Norvège          | 0                     | 0                         | 1                          | 1     |
| Total | 9 pays médaillés | 8                     | 8                         | 8                          | 24    |